# Ángel Puigmiquel
Ángel Puigmiquel Lis (Barcelona, 1922-20 de marzo de 2009) fue un autor de dibujos animados, historieta y periodista español, radicado también en Venezuela. Pertenece a la generación de Jesús Blasco, Emilio Freixas, Gabi, K-Hito o Arturo Moreno. El fondo personal del artista se conserva en la Biblioteca de Catalunya desde el año 2014. 

## Infancia y juventud
Puigmiquel nació en Barcelona, en una familia de clase media. Estudió primero en La Escola del Bosc, y después, durante la Segunda República, en el Institut Escola, de orientación progresista, fundado por la Generalidad de Cataluña.
Dibujante precoz, durante la guerra civil publicó caricaturas en el periódico La voz del combatiente.

## Primeros trabajos como historietista (1941-51)
Casi toda la carrera de Puigmiquel en el mundo de la historieta se desarrolló en las revistas editadas por Consuelo Gil, especialmente en Chicos. El teórico Salvador Vázquez de Parga distingue cuatro fases en la obra historietística de Àngel Puigmiquel:
1. Rudimentaria (1941-43):
Terminada la contienda, empezó a colaborar a instancias de Emilio Freixas en las revista Mis Chicas editada también por Consuelo Gil, con historietas humorísticas, como Don Juan Obeso quiere adelgazar o Don Camilo cazador. En el suplemento infantil de esas revistas, llamado Chiquitito, aparecieron las aventuras Don Justo.
En 1942 creó, para el número 18 de Chicos, la que es con seguridad su serie más importante, Pepe Carter y Coco, que narra los casos de unos niños detectives de diferente raza en mundos exóticos y fantásticos, cuya primera entrega se tituló "El collar de hipopótamos". y, para Mis Chicas, Aventuras de Barquillito e Historieta de Monina, la hormiguita chiquitina. 
2. De desarrollo (1943-45): 
Ángel Puigmiquel siguió dibujando para Chicos nuevas entregas de Pepe Carter, como La sombra de Gulliver, y crea las series cómicas Bambolia y Púa (1943), ambientadas en una jungla que recuerda a la de Tarzán, y En el país de los chiflados (1944). También realiza la historieta Tony Martín en Puños contra plomo, cuyo estilo gráfico está a caballo entre el dibujo caricaturesco y el realista.
Este último año había creado con Carlos y Emilio Freixas la Editorial Mosquito, pero como cuenta el teórico Antonio Martín esta duró muy poco, debido a las maniobras conjuntas que Consuelo Gil y su distribuidor hicieron para hundir la editorial y evitar que los tres dibujantes pudieran independizarse. Llegó a escribir, sin embargo, el guion de la primera historia de El Capitán Misterio para su compañero Emilio Freixas.
3. Culminación (1945-48): 
Colaboró también con la revista El gran Chicos, aparecida en 1945, con los personajes Don Fiscornio y Flanagan, el pulpo (1946). Finaliza la serie de Pepe Carter con S.O.S. en el museo diabólico y Los Crímenes del Gramófono, que, en palabras de Salvador Vázquez de Parga, representan "el paso más importante en la carrera historietística del autor", mostrando, además, "una estructura y una forma narrativa muy superior a la de todo el cómic español de la época.":
Combina la narrativa policíaca y la ensoñación onírica El ladrón de pesadillas (1948), que desgraciadamente dejaría inacabada. 
4. Superación gráfica (1949-51):
Tras casarse en 1948 con Cristina Durbá, dibuja una risueña visión del mundo de los cuentos de hadas en Petalito (1949) para la revista Cubilete, y El aguerrido Felipe para Mis Chicas. Sus series cómicas Búfalo y El torero Manzanilla aparecieron en la revista Búfalo, en 1950, pero un año después cierran las revistas de Consuelo Gil.

## Residencia en Venezuela (1952-1962)
En 1952, el autor emigra a Venezuela, fascinado por el sueño americano. Como él mismo explica, los periódicos del país ya disponían de todas las historietas que pudieran querer gracias a los Syndicates estadounidenses, así que se dedica al periodismo, sobre todo deportivo, en diarios como El Nacional, y la fotografía.
Se inicia luego también en el cine de animación, realizando numerosos cortos con Alfons Figueras

## Regreso a España (1963-2009)
Regresó a Barcelona en 1963 y crea Estudios Cormorán, dedicado a la producción de cortos publicitarios. En 1992 realizó una historieta para la editorial Toutain titulada El terror gris que, a causa del cierre de la empresa, permanece inédita.

## Ediciones
En el 2006, Glénat editó un recopilatorio titulado El ladrón de Pesadillas, dentro de su colección Patrimonio de la Historieta. En le volumen se incluyen tres de las más conocidas obras de Puigmiquel: S.O.S en el museo diabólico, El crimen del gramófono y El ladrón de pesadillas. Contiene también dos estudios de Antonio Martín y Salvador Vázquez de Parga, que son imprescindibles para conocer la vida y obra del autor.